# Baqa-Jatt
Baqa-Jatt ou Baqa-Jat é uma cidade árabe-israelita no distrito de Haifa, em Israel formada em 2003 pela fusão de Baqa al-Gharbiyye e Jatt. De acordo com as estatísticas de 2007, a sua população é de 32.400 habitantes.